# Тыаыт
Тыаыт (Тыаут, Тыгагтыт) — река на Дальнем Востоке России, протекает по территории Иультинского района Чукотского автономного округа.
Длина реки 69 км, площадь бассейна 720 км².
Берёт исток с северных склонов сопки Пленённая, в среднем течении выходит на заболоченную низменность, впадает в лагуну Тынкургин-Пильхин Чукотского моря.
Языковое происхождение гидронима на сегодняшний день не установлено.
По данным государственного водного реестра России относится к Анадыро-Колымскому бассейновому округу.